# Bulbophyllum oxyanthum
Bulbophyllum oxyanthum là một loài phong lan thuộc chi Bulbophyllum.